# Molophilus flavocingulatus
Molophilus flavocingulatus är en tvåvingeart som beskrevs av Alexander 1928. Molophilus flavocingulatus ingår i släktet Molophilus och familjen småharkrankar. Inga underarter finns listade i Catalogue of Life.